# Eleições na Câmara dos Representantes nas Filipinas em 2010
As Eleições na Câmara dos Representantes nas Filipinas em 2010  foram realizadas  em 10 de maio de 2010, para eleger os membros da Câmara dos Deputados das Filipinas, para servir no 15 º Congresso das Filipinas a partir de 30 de junho de 2010, até 30 de junho de 2013.

## Região de Ilocos

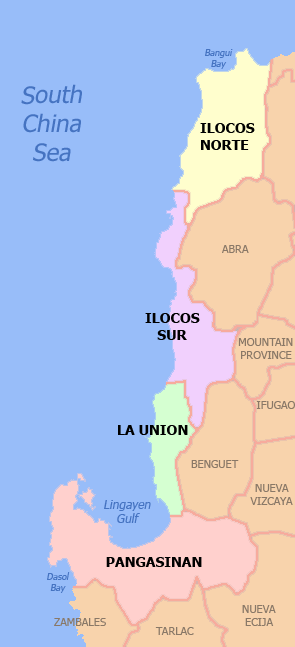
Mapa da região

### Ilocos do Norte

#### 1º Distrito
O então representante Ablan Roque Jr. está em seu terceiro mandato consecutivo e segundo a constituição não pode se candidatar à reeleição. Seu filho Kristian e os ex-deputado Rodolfo Farinas são os principais candidatos.
O resultado da eleição está sob protesto no Tribunal Eleitoral.
| Partido | Partido      | Candidato       | Votos   | Votos (%) |
| ------- | ------------ | --------------- | ------- | --------- |
|         | Nacionalista | Rodolfo Fariñas | 72 184  | 50,42%    |
|         | Lakas-Kampi  | Kristian Ablan  | 40 303  | 28,15%    |
|         | PMP          | Reynolan Sales  | 22 113  | 15,44%    |
|         | KBL          | Alfonso Ruiz    | 5 175   | 3,61%     |
|         | Liberal      | Renato Peralta  | 3 399   | 2,37%     |
| Totais  | Totais       | Totais          | 143 174 |           |

- Votos brancos e nulos foram 8.145 votos, cerca de 5,38% dos votos totais.

#### 2º Distrito
Ferdinand Marcos Jr. deixou a vaga de representante para concorrer ao senado, sendo eleito com 13.169.634 votos. Sua mãe e ex-primeira dama Imelda Marcos foi candidata pelo KBL. Ela concorreu com Marcos Mariano Nalupta.
Nalupta colocou o resultado da eleição em protesto no Tribunal Eleitoral.
| Partido | Partido     | Candidato            | Votos   | Votos (%) |
| ------- | ----------- | -------------------- | ------- | --------- |
|         | KBL         | Imelda Marcos        | 109 571 | 80,02%    |
|         | Lakas-Kampi | Mariano Nalupta, Jr. | 27 359  | 19,98%    |
| Totais  | Totais      | Totais               | 136 930 |           |

- Votos brancos e nulos foram 7.873 votos, cerca de 5,44% dos votos totais.

### Ilocos do Sul

#### 1º Distrito
Ronald Singson atual representate, é candidato a reeleição.
| Partido | Partido     | Candidato       | Votos   | Votos (%) |
| ------- | ----------- | --------------- | ------- | --------- |
|         | Lakas-Kampi | Ronald Singson  | 91 875  | 72,27%    |
|         | Liberal     | Trandy Baterina | 35 254  | 27,73%    |
| Totais  | Totais      | Totais          | 127 129 |           |

- Votos brancos e nulos foram 12.660 votos, cerca de 9,06% dos votos totais.

Em março de 2011, Singson renunciou após ser declarado culpado por posse de drogas em Hong Kong. A Comissão Eleitoral convocou uma eleição que foi realizada em 28 de maio de 2011. Na qual seu irmão Ryan Singson foi eleito para o substituir.

#### 2º Distrito
Eric Singson, irmão de Ronald Singson inelegível para concorrer a um quarto mandato. Seu filho Eric Jr. foi eleito para o lugar de seu pai.
| Partido | Partido     | Candidato         | Votos   | Votos (%) |
| ------- | ----------- | ----------------- | ------- | --------- |
|         | Lakas-Kampi | Eric Singson, Jr. | 147 409 | 93,63%    |
|         | PMP         | Edwin Antolin     | 7 473   | 4,75%     |
|         | Liberal     | Wilfredo Cabinete | 2 548   | 1,62%     |
| Totais  | Totais      | Totais            | 157 430 |           |

- Votos brancos e nulos foram 29.612 votos, cerca de 15,88% dos votos totais.

### La Union

#### 1º Distrito
Victor Francisco Ortega foi candidato único.
| Partido | Partido     | Candidato               | Votos   | Votos (%) |
| ------- | ----------- | ----------------------- | ------- | --------- |
|         | Lakas-Kampi | Victor Francisco Ortega | 144 537 | 100%      |
| Totais  | Totais      | Totais                  | 144 537 |           |

- Votos brancos e nulos foram 2.575 votos, cerca de 2,64% dos votos totais.

#### 2º Distrito
Tomas Dumpit, Jr. foi candidato a reeleição, e foi derrotado.
O resultado da eleição está sob protesto no Tribunal Eleitoral.
| Partido | Partido      | Candidato         | Votos   | Votos (%) |
| ------- | ------------ | ----------------- | ------- | --------- |
|         | NPC          | Eufranio Eriguel  | 121 236 | 64,61%    |
|         | Lakas-Kampi  | Tomas Dumpit, Jr. | 63 622  | 33,91%    |
|         | Independente | Jaime Dulay       | 2 785   | 1,48%     |
| Totais  | Totais       | Totais            | 187 643 |           |

- Votos brancos e nulos foram 5.798 votos, cerca de 3,00% dos votos totais.

### Pangasinan

#### 1º Distrito
O representante Celeste Arthur  é candidato à prefeito de Cidade Alaminos. Seu irmão Jesus é candidato. Ele vai enfrentar a jornalista e repórter investigativo Maki Pulido.
| Partido | Partido            | Candidato                     | Votos   | Votos (%) |
| ------- | ------------------ | ----------------------------- | ------- | --------- |
|         | Lakas-Kampi        | Jesus Celeste                 | 82 577  | 48,36%    |
|         | PMP                | Maki Pulido                   | 56 899  | 33,32%    |
|         | Liberal            | Danilo Dizon                  | 21 875  | 12,81%    |
|         | Nacionalista       | Domingo Doctor, Jr.           | 8 042   | 4,71%     |
|         | Aksyon Demokratiko | Christine Jimenez             | 929     | 0,54%     |
|         | Independente       | Vladimir Mauricio Mabalot III | 431     | 0,25%     |
| Totais  | Totais             | Totais                        | 170 753 |           |

- Votos brancos e nulos foram 13.869 votos, cerca de 7,51% dos votos totais.

#### 2º Distrito
Victor Agbayani é candidato a governador de Pangasinan, sendo que foi derrotado pelo governador Amado Espino, Jr, Agbayani obteve 301.049 votos, cerca de 26,33%. O Partido Liberal nomeou Arthur Caronoñgan como candidato.
Ex-Chefe do PNP Leopoldo Bataoil e Kim Bernardo Lokin também são candidatos.
O resultado da eleição está sob protesto no Tribunal Eleitoral.

### Os eleitos na região
- Rodolfo Fariñas-pelo 1º distrito de Ilocos do Norte.
- Imelda Marcos-pelo 2º distrito de Ilocos do Norte.
- Ronald Singson-pelo 1º distrito de Ilocos do Sul.
- Eric Singson-pelo 2º distrito de Ilocos do Sul.
- Victor Francisco Ortega-pelo 1º distrito de La Union.
- Eufranio Eriguel-pelo 2º distrito de La Union.
- Jesus Celeste-pelo 1º distrito de Pangasinan.
- Leopoldo Bataoil-pelo 2º distrito de Pangasinan.
- Ma. Rachel Arenas-pelo 3º distrito de Pangasinan.
- Gina de Venecia-pelo 4º distrito de Pangasinan.
- Kimi Cojuangco-pelo 5º distrito de Pangasinan.
- Marilyn Primcias-Agabas-pelo 6º distrito de Pangasinan.

## Cordillera
Ver artigo principal: Eleições na Câmara dos Representantes na Cordillera em 2010
- Joy Bernos-Valera-pelo 1º distrito de Abra.
- Eleanor Begtang-pelo 1º distrito de Apayao.
- Bernardo Vergara-pelo 1º distrito de Baguio.
- Ronald Cosalan-pelo 1º distrito de Benguet.
- Teodoro Baguilat-pelo 1º distrito de Ifugao.
- Manuel Agyaopelo 1º distrito de Kalinga.
- Maximo Dalog 1º distrito de Mountain Province.

## Luzon

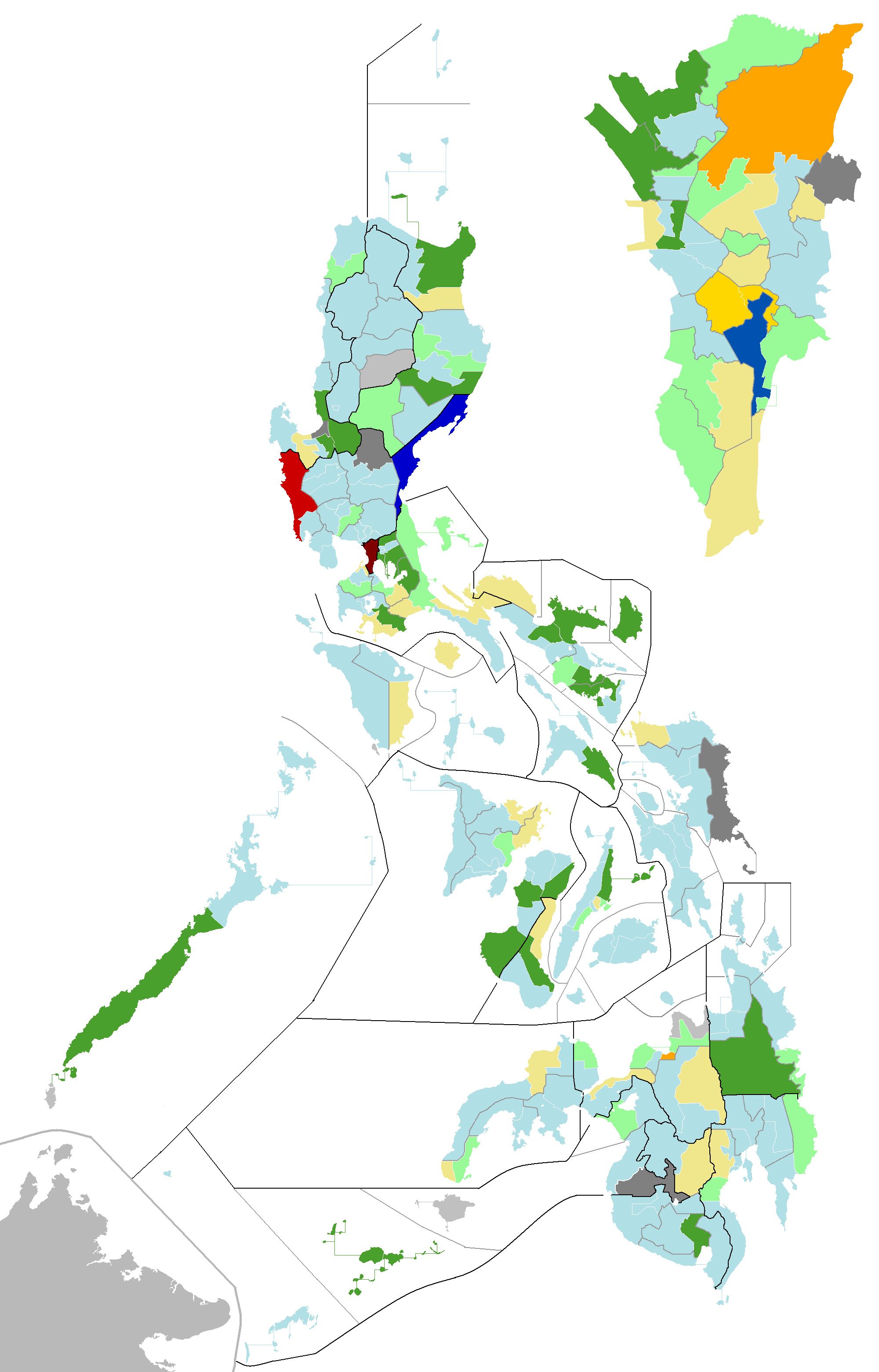
Resultados das eleições

Ver artigo principal: Eleições na Câmara dos Representantes na Luzon em 2010
- Juan Edgardo Angara-pelo 1º distrito de Aurora.
- Herminia Roman-pelo 1º distrito de Bataan.
- Albert Garcia-pelo 2º distrito de Bataan.
- Ma. Victoria Sy-Alvarado-pelo 1º distrito de Bulacan.
- Pedro Pancho-pelo 2º distrito de Bulacan.
- Joselito Mendoza-pelo 3º distrito de Bulacan.
- Linabelle Villarica-pelo 4º distrito de Bulacan.
- Danilo Domingo-pelo 1º distrito de Malolos.
- Arturo Robes-pelo 1º distrito de San Jose del Monte.
- Josefina Joson-pelo 1º distrito de Nueva Ecija.
- Joseph Violago-pelo 2º distrito de Nueva Ecija.
- Czarina Umali-pelo 3º distrito de Nueva Ecija.
- Rodolfo Antonino-pelo 4º distrito de Nueva Ecija.
- Carmelo Lazatin-pelo 1º distrito de Pampanga.
- Gloria Macapagal-Arroyo-pelo 2º distrito de Pampanga.
- Aurelio Gonzales-pelo 3º distrito de Pampanga.
- Anna York Bondoc-pelo 4º distrito de Pampanga.
- Enrique Murphy Cojuangco-pelo 1º distrito de Tarlac.
- Susan Yap-Sulit-pelo 2º distrito de Tarlac.
- Jeci Aquino Lapus-pelo 3º distrito de Tarlac.
- Maria Milagros Magsaysay-pelo 1º distrito de Zambales.
- Antonio Diaz-pelo 2º distrito de Zambales.

## Calabarzon
Ver artigo principal: Eleições na Câmara dos Representantes na Calabarzon em 2010
- Tomas Apacible-pelo 1º distrito de Batangas.
- Hermilando Mandanas-pelo 2º distrito de Batangas.
- Nelson Collantes-pelo 3º distrito de Batangas.
- Mark L. Mendoza-pelo 4º distrito de Batangas.
- Joseph Emilio Abaya-pelo 1º distrito de Cavite.
- Lani Mercado-Revilla-pelo 2º distrito de Cavite.
- Erineo Maliksi-pelo 3º distrito de Cavite.
- Elpidio Barzaga-pelo 4º distrito de Cavite.
- Roy Loyola-pelo 5º distrito de Cavite.
- Antonio Ferrer-pelo 6º distrito de Cavite.
- Jesus Crispin Remulla-pelo 7º distrito de Cavite.
- Danilo Fernandez-pelo 1º distrito de Laguna.
- Justin Marc Chipeco-pelo 2º distrito de Laguna.
- Maria Evita Arago-pelo 3º distrito de Laguna.
- Edgar San Luis-pelo 4º distrito de Laguna.
- Wilfrido Mark Enverga-pelo 1º distrito de Quezon.
- Irvin Alcala-pelo 2º distrito de Quezon.
- Danilo Suarez-pelo 3º distrito de Quezon.
- Lorenzo Tañada III-pelo 4º distrito de Quezon.
- Joel Duavit-pelo 1º distrito de Rizal.
- Isidro Rodriguez-pelo 2º distrito de Rizal.
- Roberto Puno-pelo 1º distrito de Antipolo.
- Romeo Acop-pelo 2º distrito de Antipolo.

## Visayas
Ver artigo principal: Eleições na Câmara dos Representantes nas sayasem 2010
- Rene Relampagos-pelo 1º distrito de Bohol.
- Erico B. Aumentado-pelo 2 distrito de Bohol.
- Arthur Yap-pelo 3º distrito de Bohol.
- Eduardo Gullas-pelo 1º distrito de Cebu.
- Pablo Garcia-pelo 2º distrito de Cebu.
- Pablo John Garcia-pelo 3º distrito de Cebu.
- Benhur Salimbangon-pelo 4º distrito de Cebu.
- Ramon Durano-pelo 5º distrito de Cabu.
- Gabriel Luis Quisumbing-pelo 6º distrito de Cabu.
- Rachel Del Mar-pelo 7º distrito de Cabu.
- Tomas Osmeña-pelo 8º distrito de Cabu.
- Arturo Radaza-pelo 1º distrito de Lapu-Lapu.
- Jocelyn Limkaichong-pelo 1º distrito de Negros Oriental.
- George Arnaiz-pelo 2º distrito de Negros Oriental.
- Pryde Henry Teves-pelo 3º distrito de Negros Oriental.
- Orlando Fua-pelo 1º distrito de Siquijor.

## Davao
Ver artigo principal: Eleições na Câmara dos Representantes de Davao
- Maricar Apsay-pelo 1º distrito de Compostela Valley.
- Rommel Amatong-pelo 2º distrito de Compostela Valley.
- Karlo Alexei Nograles-pelo 1º distrito de Davao.
- Mylene Garcia-pelo 2º distrito de Davao.
- Isidro Ungab-pelo 3º distrito de Davao.
- Antonio Rafael Del Rosario-pelo 1º distrito de Davao del Norte.
- Antonio Lagdameo-pelo 2º distrito de Davao del Norte.
- Marc Douglas Cagas-pelo 1º distrito de Davao do Sul.
- Franklin Bautista-pelo 2º distrito de Davao do Sul.
- Nelson Dayanghirang-pelo 1º distrito de Davao Oriental.
- Thelma Almariopelo 2º distrito de Davao Oriental.

## Soccsksargen
Ver artido principal: Eleições na Câmara dos Representantes de Soccsksargem
- Jesus Sacdalan-pelo 1º distrito de Cotabato.
- Nancy Catamco-pelo 2º distrito de Cotabato.
- Manny Pacquiao-pelo 1º distrito de Sarangani.
- Pedro Acharon-pelo 1º distrito de Cotabato do Sul.
- Daisy Fuentes-pelo 2º distrito de Cotabato do Sul.
- Raden Sakaluran-pelo 1º distrito de Sultan Kudarat.
- Arnold Go-pelo 2º distrito de Sultan Kudarat.